# Raul Soares
Raul Soares is een gemeente in de Braziliaanse deelstaat Minas Gerais. De gemeente telt 24.606 inwoners (schatting 2009).

## Aangrenzende gemeenten
De gemeente grenst aan Caputira, Caratinga, Manhuaçu, Matipó, São Pedro dos Ferros en Vermelho Novo.